# 盖吴起事
蓋吳起事，是中國歷史上南北朝時代於北魏發生的一場叛乱事件，由太平真君六年（445年）九月持續至翌年（446年）八月，領袖是卢水胡人盖吴。事件以北魏成功鎮壓告終。

## 背景
盧水胡本是一支聚居於河西張掖盧水一帶的雜胡，昔日隸屬於匈奴，後來除張掖外也發展出北地、杏城等聚居地，在五胡十六國時期盧水胡領袖沮渠蒙遜更建立起北涼政權。不過，隨著由拓跋鮮卑建立的北魏政權擴張，有部分盧水胡向北魏歸降，而北涼亦終在太建五年（439年）遭北魏攻滅，北魏統一了北方，與南方的南朝宋對峙。不過，諸胡於西北反抗北魏統治的起事亦時有發生，不過都很快被北魏平滅。

## 經過
太平真君六年（445年）九月，當時北魏民間有「代魏者吳」的謠言流傳，盖吴遂於杏城（今陕西省黄陵县侯庄乡故城村）聚众反魏，當地諸胡皆響應之下很快就聚集了十多萬人，蓋吳又遣使向南朝宋表達歸附之意。十月，北魏长安镇副将拓跋纥领兵攻盖吴，但兵败身死，這更加為蓋吳增加聲勢，很多民眾都南渡渭河，逃到南山避亂。魏太武帝拓跋焘又征发高平敕勒部的骑兵開赴长安（今西安），並命令将军叔孙拔统领并、秦、雍三州兵马屯于渭水之北，共同抵御盖吴的叛军。十一月，盖吴派遣部落帥白廣平进攻新平郡（治今陕西彬县），聚居在安定郡诸胡群起响应，更將汧城守將殺害。盖吴乘勢進攻李閏堡，又分兵攻打临晋（今陕西大荔东南）以东，但是为北魏将領章直的部隊击败，三萬多人在黃河中溺死。盖吴又西向长安发展，在渭北被駐渭北的叔孙拔部隊击败，又有三萬多人戰死。當时居於河東郡的蜀人薛永宗早已因秦州刺史周觀治理失當而聚眾對抗北魏，知盖吴起兵後主動與蓋吳通好，接受其官位和稱號，永宗更袭击闻喜（今山西聞喜），聞喜令因當地無武備而大感恐懼，但裴駿率領当地地主武装抵抗，永宗被逼撤走。周觀此時亦出討永宗，但為永宗所敗。
太武帝面對諸軍屢敗，遂再作部署，命薛拔纠合宗族百姓，列营于黄河沿岸，阻断盖吴和薛永宗两部通訊往来之路；又使殿中尚书拓跋處真與尚書慕容嵩率二萬骑兵攻薛永宗，殿中尚书乙拔率領三万骑兵攻打盖吴，西平公寇提率領一萬骑兵攻打白广平，自己更自平城西巡。聲勢浩大的盖吴則自称天台王，下设文武百官。
太平真君七年（446年）正月，太武帝兵臨東雍州，兩日後即進圍薛永宗營壘。面對薛永宗出戰，太武帝聽從崔浩所言，出軍將永宗擊敗，諸軍於是乘機進擊，永宗部眾潰敗，宗族們都在汾水溺死。太武帝後經汾陰（今山西萬榮縣西南）西渡黃河，不過當時太武帝認為渭北沒有糧草補給，所以打算經渭水南岸，緣著渭水西進長安。崔浩建議以輕騎兵速攻蓋吳，預計一日內就可走六十里外蓋吳的渭北陣地，擊破後回長安補給亦只需一日，士馬只需捱餓一日，卻能一舉擊敗蓋吳。不過太武帝沒有聽從。太武帝到戲水（今陝西臨潼縣東）時，蓋吳知太武帝親征，於是退入北地山中，大軍無法攻擊，太武帝亦感後悔，不過太武帝仍在二月到達長安，接著到盩屋（今陝西周至縣），誅殺耿青、孫溫二壘中與蓋吳聯繫者，接著在陳倉（今陝西寶雞市）誅殺殺害當地守將的散關氐人。另一方面，討伐蓋吳的乙拔在杏城擊敗蓋吳，蓋吳被逼拋棄馬匹逃走。太武帝亦於四月返回首都平城（今山西大同市）。
五月，蓋吳再在杏城起兵，自稱秦地王，假署山民，聲勢又起。太武帝派了永昌王拓跋仁及高涼王拓跋那督北道諸軍討伐。八月，蓋吳於杏城被拓跋仁等軍擊敗，蓋吳兩個叔叔被俘，將被押送到平城，但長安鎮大將陸俟拒絕，反以赦免二人妻兒利誘他們抓住蓋吳，最終二人果真殺了蓋吳。蓋吳死後，白廣平及路那羅等餘眾都被消滅，蓋吳起事至此結束。

## 影響
- 太武帝在長安時，有報告長安寺中有弓箭和矛盾等兵器，在此以前信奉道教的崔浩已多次向太武帝非譭佛教，此時太武帝大怒，認為是僧人和蓋吳通謀。抄沒一寺後更發現寺廟私藏釀酒器具以及上萬件當地官員和富人寄放的物品，甚至有窟室供人行淫。在崔浩加以建言之下，太武帝即下令誅殺長安僧人，毀壞佛像，並以此為例領令全國實行[13]，為歷史上「三武滅佛」中其中一次，對很多佛教建築造成破壞，亦短暫影響佛教發展。
- 薛永宗被消滅後，與其同宗的薛安都知道蓋吳無法抵抗魏軍的進攻，於是自弘農轉歸南朝宋。宋文帝接到蓋吳歸附的意願後雖下詔褒揚，並授予使持節、都督關隴諸軍事、安西將軍、雍州刺史的職位以及北地郡公的封爵，又送了秦雍二州各郡及諸將官印共121枚讓蓋吳自行授官，卻只下令梁雍二州軍隊到邊界聲援，沒有其他實質支援。安都入宋後文帝雖應其所願北還招集義兵，但其時魏軍守戍的兵力太多，蓋吳起事亦已被平定，無法有成果[14][15]。